# Zalarnaca sotshivkoi
Zalarnaca sotshivkoi är en insektsart som beskrevs av Andrej Vasiljevitj Gorochov 2008. Zalarnaca sotshivkoi ingår i släktet Zalarnaca och familjen Gryllacrididae. Inga underarter finns listade i Catalogue of Life.